# Vassilis Hatzipanagis
Vassilis Hatzipanagis (griechisch: Βασίλης Χατζηπαναγής; * 26. Oktober 1954 in Taschkent, Usbekische SSR) ist ein ehemaliger sowjetischer bzw. griechischer Fußballspieler auf der Position des Linksaußen.

## Leben
Der Sohn griechischer Kriegsflüchtlinge in die UdSSR war seit seinem 12. Lebensjahr Spieler der Fußballakademie von Paxtakor Taschkent; von dort stieß er schon mit 16 in die erste Mannschaft vor. Um in der Wysschaja Liga, der höchsten sowjetischen Spielklasse, auflaufen zu dürfen, musste er erst die sowjetische Staatsbürgerschaft beantragen, was er auf Druck der Paxtakor-Funktionäre auch tat. Mit 17 Jahren gab er sein Profidebüt und wurde bald in die U19-Nationalmannschaft der UdSSR berufen; danach spielte er acht Mal für die A-Nationalmannschaft, darunter waren Spiele am Qualifikationsturnier zu den Olympischen Spielen 1976. Anschließend wechselte er zurück in die Heimat seiner Eltern, obwohl ihm Nationaltrainer Konstantin Beskow bescheinigte, dass er „weit über dem griechischen Niveau“ läge. In der sowjetischen Liga, die er damit verließ, galt er indes als bester Spieler nach dem großen Oleh Blochin.
Hatzipanagis unterschrieb 1975 bei Iraklis Saloniki aus Thessaloniki. Er war so bekannt, dass das Stadion von Veria (Iraklis wich dorthin aufgrund einer Stadionsperre aus) bei seinem ersten Spiel am 7. Dezember 1975 ausverkauft war. In der Folge hatte er Angebote von Vereinen wie Lazio Rom, dem FC Arsenal, dem FC Porto oder dem VfB Stuttgart, doch er verließ Iraklis nie, was vor allem seine große Verbundenheit mit den Fans verursachte. Auch fürchtete der Klub die Konsequenzen eines Verkaufes. Aus diesen Gründen spielte Hatzipanagis noch immer beim selben Klub, als er am 19. September 1990 kurz vor seinem 36. Geburtstag sein Abschiedsspiel im UEFA-Pokalspiel gegen den FC Valencia bestritt. In der Liga hatte er sich schon seit dem Vorjahr verabschiedet.
Ein weiteres Highlight in Hatzipanagis’ Karriere war sein einziges Länderspiel für Griechenland am 6. Mai 1976; ein Freundschaftsspiel gegen Polen (1:0). Im Anschluss erfuhr er allerdings, dass er für den griechischen Verband nicht spielberechtigt sei, da er schon für die UdSSR gespielt habe. Das zweite in seinem Steckbrief erwähnte Länderspiel bestritt er lange nach seinem Karriereende, am 14. Dezember 1999, als er im Freundschaftsspiel ihm zu Ehren gegen Ghana (1:1) für 22 Minuten auftreten durfte.
Außerdem erhielt Hatzipanagis einige Auszeichnungen, wie die Berufung in eine Weltauswahl (u. a. mit Beckenbauer und Magath), die am 22. Juni 1984 gegen New York Cosmos auftrat und die Wahl zum Goldenen Spieler Griechenlands zum 50-jährigen UEFA-Jubiläum. Er bekundete seinen Stolz darüber, noch nicht vergessen worden zu sein; gleichzeitig aber gab er seinem Bedauern Ausdruck, dass er nur einmal für Griechenland gespielt habe und nie in westlichen Ligen. Im Jahr 2020 erschien eine Dokumentation mit dem Namen The Greek Maradona | The Best Player You’ve Never Heard Of, die sich Hatzipanagis widmet.
Seinen Spitznamen, „Nurejew des Fußballs“, wegen seiner ausgezeichneten Technik, verdankte er dem bekannten Journalisten und Iraklis-Fan Giorgos Lianis. Wenn er Verteidiger sehe, so Hatzipanagis, wolle er sie alle umspielen. Die Presse schrieb über ihn, er könne sogar in einer Telefonzelle seinen Gegner umdribbeln.
Einer Anekdote nach drohten einmal auch mehrere griechische Verteidiger, Hatzipanagis zu verklagen, weil „er auf dem Feld aus uns einen Idioten machte, und wir Vergeltung wollten“. Hatzipanagis hält mit neun Treffern den nationalen Rekord an direkten Toren vom Eckpunkt aus. Von Griechen, die seine Spiele damals miterlebten, wird er noch heute als gleichauf mit Superstars wie Pelé oder Maradona gesehen, was auch dadurch bestätigt ist, dass er mit 18 Jahren zum zweitbesten Spieler der starken Sowjetliga gewählt wurde.